# Osamu Shimomura
Pour les articles homonymes, voir Shimomura.
Osamu Shimomura (下村 脩), né le 27 août 1928 à Fukuchiyama, près de Kyoto, au Japon et mort le 19 octobre 2018 à Nagasaki (Japon), est un chimiste et biologiste marin japonais.
Corécipiendaire du prix Nobel de chimie de 2008 avec Martin Chalfie et Roger Tsien, il est également professeur émérite au Laboratoire de biologie marine de Woods Hole, ainsi qu'à l'école de médecine de l'Université de Boston.

## Biographie
Osamu Shimomura obtient un doctorat à l'université de Nagoya, avant de venir travailler à l'université de Princeton en 1960 sur la bioluminescence des méduses. Il intègre ensuite le Laboratoire de biologie marine de Woods Hole dans le Massachusetts.
En 2008, Osamu Shimomura, Martin Chalfie et Roger Tsien sont colauréats du prix Nobel de chimie « pour la découverte et le développement de la protéine fluorescente verte, la GFP (pour Green Fluorescent Protein) ». Il a découvert la GFP dans l'organisme de la méduse Aequorea victoria en 1962. En 1996, 34 années plus tard, il obtiendra la forme tridimensionnelle de la GFP.

## Apport scientifique

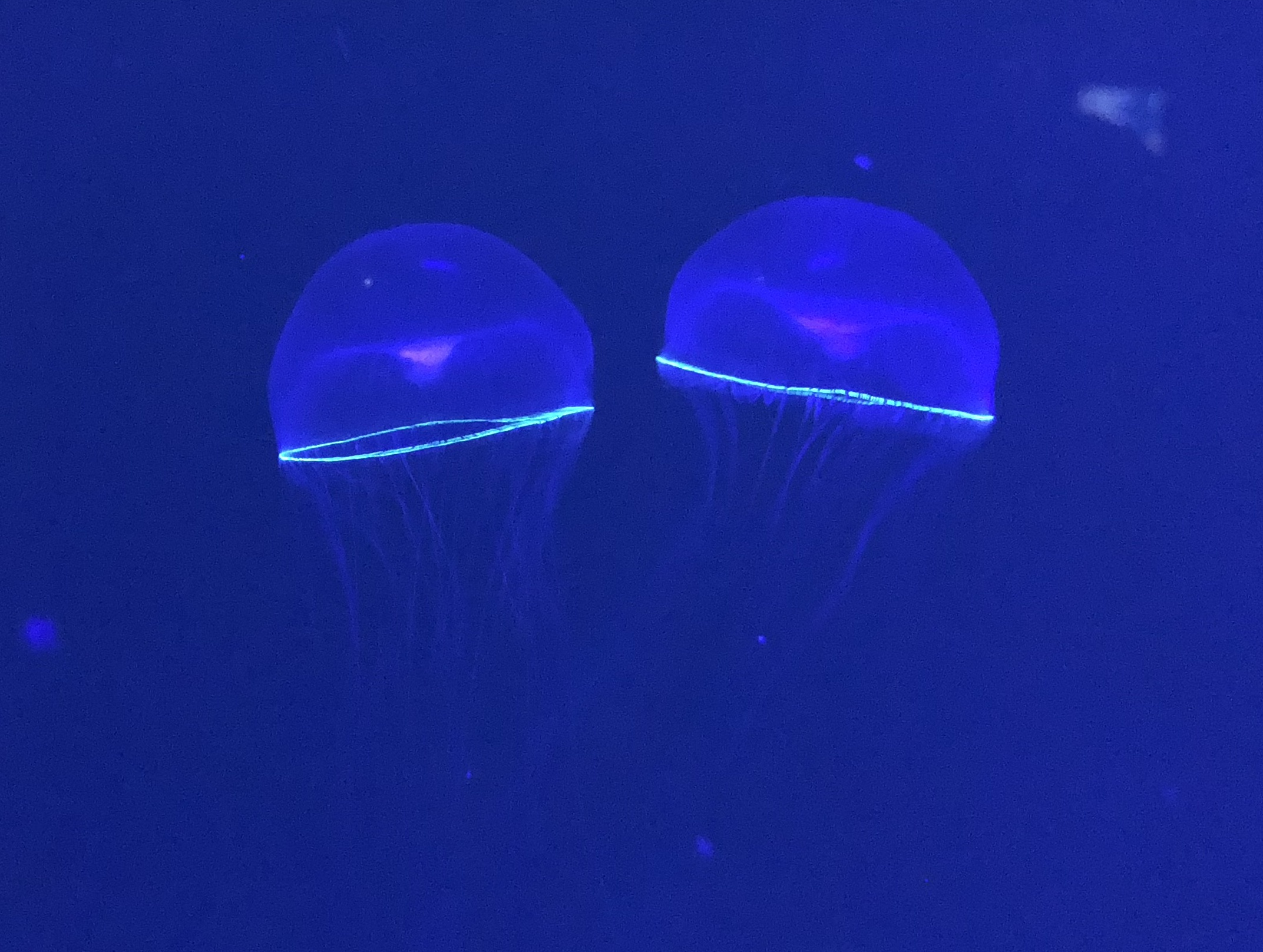
Méduses Aequorea.

Osamu Shimomura est le premier à avoir isolé la GFP chez la méduse Aequorea victoria, qui vit sur la côte ouest des États-Unis. Il a mis en évidence au laboratoire de biologie marine que cette protéine possède la propriété d'émettre de la fluorescence verte sous excitation par les ultraviolets. La GFP peut être associée à d'autres protéines, comme marqueur, et ainsi permettre de suivre leur localisation dans une cellule ou un organisme. Son utilisation couvre maintenant l'ensemble des champs de la biologie sans exception, depuis la recherche la plus fondamentale jusqu'aux études physiologiques ou physiopathologiques.